# Calluga semirasata
Calluga semirasata là một loài bướm đêm trong họ Geometridae.